# Sowjetischer Fußballpokal 1965
Der Sowjetische Fußballpokal 1965 war die 24. Austragung des sowjetischen Pokalwettbewerbs der Männer. Pokalsieger wurde Spartak Moskau. Das Team setzte sich im Finale gegen Dinamo Minsk durch. Titelverteidiger Dynamo Kiew war in der 3. Finalrunde gegen SKA Nowosibirsk ausgeschieden. Spartak Moskau qualifizierte sich durch den Sieg für den Europapokal der Pokalsieger.
In diesem Jahr starteten zwei Pokalwettbewerbe. In dieser Spielzeit nahmen die 17 Teams der ersten Liga, 30 der 32 Zweitligisten und 49 ukrainische Mannschaften aus der 3. Liga teil. Der zweite Pokalwettbewerb (1965/66) startete zwei Wochen später und endete im November 1966. Dort nahmen dann größtenteils Mannschaften aus Russland und Zentralasien teil.

## Modus
Die 49 ukrainischen Drittligisten wurden in drei Zonen unterteilt. Aus jeder Zone qualifizierte sich ein Team für die Finalrunde. Darüber hinaus kamen vier Gewinner aus den sechs russischen Zonen der vorherigen Spielzeit (Lokomotive Krasnojarsk, Neftjanik Fergana, Snamja Truda Orechowo-Sujewo, Tekmasch Kostroma), sowie die beiden unterlegenen Finalisten aus den anderen beiden Zonen (Dinamo Suchum und Trudowyje Reserwy Kursk) direkt in die Finalrunde, da die beiden anderen Zonensieger (Rostselmasch Rostow und Terek Grosny) inzwischen aufgestiegen waren.
30 Zweitligisten (alle außer Tekstilschtschik Iwanowo und Wolga Kalinin) traten in der 1. bzw. 2. Finalrunde an. Die 17 Erstligisten kamen in der 3. Runde dazu.
Alle Begegnungen wurden in einem Spiel entschieden. Stand es nach regulärer Spielzeit unentschieden, wurde das Spiel um zweimal 15 Minuten verlängert. Stand danach kein Sieger fest, wurde die Begegnung am folgenden Tag an gleicher Stelle wiederholt.

## Teilnehmende Teams
| Perwaja Gruppa A (17) | Wtora Gruppa A (30) | Wtora Gruppa A (30) | Zonensieger RSFSR 1964 (6) |
| --- | --- | --- | --- |
| - Dynamo Moskau - Lokomotive Moskau - Spartak Moskau - Torpedo Moskau - ZSKA Moskau - Dinamo Minsk - Dynamo Kiew - Dinamo Tiflis - Krylja Sowetow Kuibyschew - Neftjanik Baku - Pachtakor Taschkent - Schachtjor Donezk - SKA Odessa - SKA Rostow - Torpedo Kutaissi - Tschernomorez Odessa - Zenit Leningrad | - Awangard Charkow - Energetik Duschanbe - Lokomotive Tiflis - Lokomotive Tscheljabinsk - Lokomotive Winniza - Metallurg Saporoschje - Moldova Kischinjow - Schachtjor Karaganda - Spartak Gomel - Stroitel Aschchabat - Tekstilschtschik Iwanowo - Terek Grosny - Traktor Wolgograd - Trud Woronesch - Uralmasch Swerdlowsk - Wolga Gorki | - Alga Frunse - Ararat Jerewan - Daugava Riga - Dynamo Leningrad - Dünamo Tallinn - Dnjepr Dnjepropetrowsk - Kairat Alma-Ata - Karpaty Lwow - Kuban Krasnodar - Politotdel Taschkent - Rostselmasch Rostow - Schinnik Jaroslawl - Sarja Lugansk - SKA Nowosibirsk - Wolga Kalinin - FK Žalgiris Vilnius | - Lokomotive Krasnojarsk - Neftjanik Fergana - Snamja Truda Orechowo-Sujewo - Tekmasch Kostroma - Dinamo Suchum (Finalist) - Trudowyje Reserwy Kursk (Finalist) |

| Wtora Gruppa B (49) | Wtora Gruppa B (49) | Wtora Gruppa B (49) |
| Zone Ukraine 1 (16) | Zone Ukraine 2 (16) | Zone Ukraine 3 (17) |
| --- | --- | --- |
| - Awangard Kertsch - Awangard Scholtyje Wody - Dnepr Krementschug - Desna Tschernigow - Dnjeprovez Dnjeprodserschinsk - Dwina Witebsk - Gornjak Kriwoi Rog - Kolchosnik Tscherkassy - Kolos Poltawa - Luceafărul Tiraspol - Schachtjor Alexandrija - SKA Kiew - Spartak Mogiljow - Spartak Sumy - Stroitel Belzy - Tschaika Balaklawa | - Awangard Ternopol - Awtomobilist Odessa - FSK Bukowina Czernowitz - Dunajez Ismail - Dynamo Chmelnizki - Dynamo-II Kiew - Kolchosnik Rowno - Neftjanik Drogobytsch - Neman Grodno - Polissja Schitomir - SKA Lwow - Spartak Brest - Spartak Iwano-Frankiwsk - Swesda Kirowograd - Werhowyna Uschgorod - Wolyn Luzk | - Awangard Kramatorsk - Burewestnik Melitopol - Chimik Sewerodonezk - Kommunarez Kommunarsk - Lokomotive Cherson - Lokomotive Donezk - Nistrul Bender - Schachtjor Gorlowka - Schachtjor Jenakijewo - Schachtjor Kadijiwka - Schachtjor Krasny Lutsch - Schachtjor Torez - SKF Sewastopol - Sudostroitel Nikolajew - Tawrija Simferopol - Trubnik Nikopol - Torpedo Charkow |

## Vorrunde

### Zone Ukraine 1

#### Achtelfinale
| Datum      |                         | Ergebnis  |                               |
| ---------- | ----------------------- | --------- | ----------------------------- |
| 04.04.1965 | Awangard Kertsch        | 1:2       | SKA Kiew                      |
| 04.04.1965 | Awangard Scholtyje Wody | 1:0       | Kolos Poltawa                 |
| 04.04.1965 | Tschaika Balaklawa      | 1:0       | Spartak Sumy                  |
| 04.04.1965 | Dnepr Krementschug      | 1:2 n. V. | Spartak Mogiljow              |
| 04.04.1965 | Gornjak Kriwoi Rog      | 1:1 n. V. | Desna Tschernigow             |
| 04.04.1965 | Kolchosnik Tscherkassy  | 2:1 n. V. | Dwina Witebsk                 |
| 04.04.1965 | Luceafărul Tiraspol     | 1:2       | Schachtjor Alexandrija        |
| 04.04.1965 | Stroitel Belzy          | 3:2 n. V. | Dnjeprovez Dnjeprodserschinsk |

##### Wiederholungsspiel
| Datum      |                    | Ergebnis |                   |
| ---------- | ------------------ | -------- | ----------------- |
| 07.04.1965 | Gornjak Kriwoi Rog | 1:2      | Desna Tschernigow |

#### Viertelfinale
| Datum      |                        | Ergebnis |                         |
| ---------- | ---------------------- | -------- | ----------------------- |
| 14.04.1965 | Desna Tschernigow      | 4:3      | Awangard Scholtyje Wody |
| 14.04.1965 | Kolchosnik Tscherkassy | 2:3      | Spartak Mogiljow        |
| 14.04.1965 | Schachtjor Alexandrija | 1:0      | Stroitel Belzy          |
| 14.04.1965 | SKA Kiew               | 1:0      | Tschaika Balaklawa      |

#### Halbfinale
| Datum      |                   | Ergebnis |                        |
| ---------- | ----------------- | -------- | ---------------------- |
| 21.04.1965 | Desna Tschernigow | 1:0      | Schachtjor Alexandrija |
| 21.04.1965 | SKA Kiew          | 3:0      | Spartak Mogiljow       |

#### Finale
| Datum      |                   | Ergebnis  |          |
| ---------- | ----------------- | --------- | -------- |
| 28.04.1965 | Desna Tschernigow | 0:0 n. V. | SKA Kiew |

##### Wiederholungsspiel
| Datum      |                   | Ergebnis |          |
| ---------- | ----------------- | -------- | -------- |
| 29.04.1965 | Desna Tschernigow | 2:1      | SKA Kiew |

### Zone Ukraine 2

#### Achtelfinale
| Datum      |                         | Ergebnis  |                    |
| ---------- | ----------------------- | --------- | ------------------ |
| 04.04.1965 | Awangard Ternopol       | 1:0 n. V. | Wolyn Luzk         |
| 04.04.1965 | Awtomobilist Odessa     | 1:0       | Polissja Schitomir |
| 04.04.1965 | FSK Bukowina Czernowitz | 3:0       | Neman Grodno       |
| 04.04.1965 | Dunajez Ismail          | 0:0 n. V. | Spartak Brest      |
| 04.04.1965 | Neftjanik Drogobytsch   | 1:2       | Dynamo-II Kiew     |
| 04.04.1965 | Spartak Iwano-Frankiwsk | 1:0       | Kolchosnik Rowno   |
| 04.04.1965 | Werhowyna Uschgorod     | 0:0 n. V. | Swesda Kirowograd  |
| 08.04.1965 | SKA Lwow                | 3:2       | Dynamo Chmelnizki  |

##### Wiederholungsspiele
| Datum      |                     | Ergebnis  |                   |
| ---------- | ------------------- | --------- | ----------------- |
| 05.04.1965 | Dunajez Ismail      | 2:1 n. V. | Spartak Brest     |
| 05.04.1965 | Werhowyna Uschgorod | 0+:- 1    | Swesda Kirowograd |

#### Viertelfinale
| Datum      |                         | Ergebnis  |                         |
| ---------- | ----------------------- | --------- | ----------------------- |
| 14.04.1965 | Awangard Ternopol       | 2:1       | SKA Lwow                |
| 14.04.1965 | Dunajez Ismail          | 2:1 n. V. | Awtomobilist Odessa     |
| 14.04.1965 | Spartak Iwano-Frankiwsk | 0:2       | FSK Bukowina Czernowitz |
| 14.04.1965 | Swesda Kirowograd       | 1:0       | Dynamo-II Kiew          |

#### Halbfinale
| Datum      |                         | Ergebnis |                   |
| ---------- | ----------------------- | -------- | ----------------- |
| 21.04.1965 | Awangard Ternopol       | 3:1      | Dunajez Ismail    |
| 21.04.1965 | FSK Bukowina Czernowitz | 3:1      | Swesda Kirowograd |

#### Finale
| Datum      |                   | Ergebnis  |                         |
| ---------- | ----------------- | --------- | ----------------------- |
| 28.04.1965 | Awangard Ternopol | 1:1 n. V. | FSK Bukowina Czernowitz |

##### Wiederholungsspiel
| Datum      |                   | Ergebnis |                         |
| ---------- | ----------------- | -------- | ----------------------- |
| 29.04.1965 | Awangard Ternopol | 3:0      | FSK Bukowina Czernowitz |

### Zone Ukraine 3

#### 1. Runde
| Datum      |                   | Ergebnis  |                     |
| ---------- | ----------------- | --------- | ------------------- |
| 04.04.1965 | Lokomotive Donezk | 0:1 n. V. | Chimik Sewerodonezk |

#### Achtelfinale
| Datum      |                        | Ergebnis  |                          |
| ---------- | ---------------------- | --------- | ------------------------ |
| 04.04.1965 | Lokomotive Cherson     | 0:0 n. V. | Kommunarez Kommunarsk    |
| 04.04.1965 | Schachtjor Jenakijewo  | 0+:- 2    | Nistrul Bender           |
| 04.04.1965 | Burewestnik Melitopol  | 2:3       | Schachtjor Kadijiwka     |
| 04.04.1965 | Sudostroitel Nikolajew | 1:0       | Schachtjor Gorlowka      |
| 04.04.1965 | Tawrija Simferopol     | 0:0 n. V. | Torpedo Charkow          |
| 04.04.1965 | Trubnik Nikopol        | 4:1       | Schachtjor Torez         |
| 05.04.1965 | SKF Sewastopol         | 3:0       | Awangard Kramatorsk      |
| 07.04.1965 | Chimik Sewerodonezk    | 1:0       | Schachtjor Krasny Lutsch |

##### Wiederholungsspiele
| Datum      |                    | Ergebnis |                       |
| ---------- | ------------------ | -------- | --------------------- |
| 05.04.1965 | Lokomotive Cherson | 1:0      | Kommunarez Kommunarsk |
| 05.04.1965 | Tawrija Simferopol | 2:0      | Torpedo Charkow       |

#### Viertelfinale
| Datum      |                        | Ergebnis  |                      |
| ---------- | ---------------------- | --------- | -------------------- |
| 14.04.1965 | Chimik Sewerodonezk    | 1:0       | Schachtjor Kadijiwka |
| 14.04.1965 | Lokomotive Cherson     | 1:0       | Trubnik Nikopol      |
| 14.04.1965 | Sudostroitel Nikolajew | 0:1       | Nistrul Bender       |
| 14.04.1965 | Tawrija Simferopol     | 2:2 n. V. | SKF Sewastopol       |

##### Wiederholungsspiel
| Datum      |                    | Ergebnis |                |
| ---------- | ------------------ | -------- | -------------- |
| 15.04.1965 | Tawrija Simferopol | 4:2      | SKF Sewastopol |

#### Halbfinale
| Datum      |                     | Ergebnis |                    |
| ---------- | ------------------- | -------- | ------------------ |
| 21.04.1965 | Chimik Sewerodonezk | 0:2      | Lokomotive Cherson |
| 21.04.1965 | Tawrija Simferopol  | 3:2      | Nistrul Bender     |

#### Finale
| Datum      |                    | Ergebnis |                    |
| ---------- | ------------------ | -------- | ------------------ |
| 28.04.1965 | Lokomotive Cherson | 1:0      | Tawrija Simferopol |

## Finalrunde

### 1. Runde
Teilnehmer: 18 Zweitligisten.
| Datum      |                      | Ergebnis |                     |
| ---------- | -------------------- | -------- | ------------------- |
| 28.04.1965 | Dynamo Leningrad     | 1:0      | Daugava Riga        |
| 28.04.1965 | Lokomotive Tiflis    | 1:0      | Sarja Lugansk       |
| 28.04.1965 | Lokomotive Winniza   | 2:1      | Energetik Duschanbe |
| 28.04.1965 | Moldova Kischinjow   | 2:1      | Terek Grosny        |
| 28.04.1965 | Schachtjor Karaganda | 3:0      | Awangard Charkow    |
| 28.04.1965 | SKA Nowosibirsk      | 2:0      | Traktor Wolgograd   |
| 28.04.1965 | Spartak Gomel        | 1:0      | Dünamo Tallinn      |
| 28.04.1965 | Stroitel Aschchabat  | 0:1      | Kuban Krasnodar     |
| 28.04.1965 | Wolga Gorki          | 0:2      | Alga Frunse         |

### 2. Runde
Teilnehmer: Die neun Sieger der 1. Runde, die drei Zonensieger, zwölf weitere Zweitligisten und die sechs russischen Zonensieger bzw. Finalisten der vergangenen Saison.
| Datum      |                              | Ergebnis  |                          |
| ---------- | ---------------------------- | --------- | ------------------------ |
| 06.05.1965 | Alga Frunse                  | 1:0       | Trud Woronesch           |
| 06.05.1965 | Awangard Ternopol            | 1:0       | FK Žalgiris Vilnius      |
| 06.05.1965 | Desna Tschernigow            | 1:0 n. V. | Schinnik Jaroslawl       |
| 06.05.1965 | Dynamo Leningrad             | 6:1       | Dnjepr Dnjepropetrowsk   |
| 06.05.1965 | Dinamo Suchum                | 0:0 n. V. | Metallurg Saporoschje    |
| 06.05.1965 | Kuban Krasnodar              | 0:3       | Kairat Alma-Ata          |
| 06.05.1965 | Lokomotive Cherson           | 3:2 n. V. | Politotdel Taschkent     |
| 06.05.1965 | Lokomotive Krasnojarsk       | 0:1       | SKA Nowosibirsk          |
| 06.05.1965 | Lokomotive Tiflis            | 1:2       | Karpaty Lwow             |
| 06.05.1965 | Lokomotive Winniza           | 1:0       | Lokomotive Tscheljabinsk |
| 06.05.1965 | Neftjanik Fergana            | 0:0 n. V. | Spartak Gomel            |
| 06.05.1965 | Schachtjor Karaganda         | 1:0       | Ararat Jerewan           |
| 06.05.1965 | Tekmasch Kostroma            | 2:0       | Moldova Kischinjow       |
| 06.05.1965 | Trudowyje Reserwy Kursk      | 0:0 n. V. | Uralmasch Swerdlowsk     |
| 06.05.1965 | Snamja Truda Orechowo-Sujewo | 2:1       | Rostselmasch Rostow      |

#### Wiederholungsspiele
| Datum      |                         | Ergebnis |                       |
| ---------- | ----------------------- | -------- | --------------------- |
| 07.05.1965 | Dinamo Suchum           | 1:0      | Metallurg Saporoschje |
| 07.05.1965 | Neftjanik Fergana       | 1:0      | Spartak Gomel         |
| 07.05.1965 | Trudowyje Reserwy Kursk | 2:3      | Uralmasch Swerdlowsk  |

### 3. Runde
In dieser Runde stiegen die 17 Erstligisten ein.
| Datum      |                              | Ergebnis  |                           |
| ---------- | ---------------------------- | --------- | ------------------------- |
| 06.05.1965 | Torpedo Kutaissi             | 1:3       | ZSKA Moskau               |
| 11.05.1965 | Alga Frunse                  | 0:1       | Krylja Sowetow Kuibyschew |
| 13.05.1965 | Lokomotive Cherson           | 0:1 n. V. | Dinamo Minsk              |
| 14.05.1965 | Kairat Alma-Ata              | 2:0       | Tschernomorez Odessa      |
| 15.05.1965 | Karpaty Lwow                 | 1:2       | Schachtjor Donezk         |
| 15.05.1965 | Snamja Truda Orechowo-Sujewo | 3:2       | Pachtakor Taschkent       |
| 16.05.1965 | Awangard Ternopol            | 3:2       | SKA Rostow                |
| 16.05.1965 | Lokomotive Winniza           | 0:2       | Lokomotive Moskau         |
| 16.05.1965 | SKA Nowosibirsk              | 2:1       | Dynamo Kiew               |
| 16.05.1965 | Tekmasch Kostroma            | 1:0 n. V. | SKA Odessa                |
| 17.05.1965 | Uralmasch Swerdlowsk         | 0:1       | Spartak Moskau            |
| 19.05.1965 | Desna Tschernigow            | 1:0       | Neftjanik Baku            |
| 19.05.1965 | Neftjanik Fergana            | 0:2       | Dynamo Moskau             |
| 19.05.1965 | Schachtjor Karaganda         | 1:0       | Torpedo Moskau            |
| 22.05.1965 | Dinamo Suchum                | 0:1       | Dinamo Tiflis             |
| 25.05.1965 | Dynamo Leningrad             | 2:1       | Zenit Leningrad           |

### Achtelfinale
| Datum      |                           | Ergebnis  |                              |
| ---------- | ------------------------- | --------- | ---------------------------- |
| 27.05.1965 | Dinamo Minsk              | 1:0       | Schachtjor Karaganda         |
| 29.05.1965 | Schachtjor Donezk         | 2:1 n. V. | SKA Nowosibirsk              |
| 30.05.1965 | Tekmasch Kostroma         | 1:3       | Snamja Truda Orechowo-Sujewo |
| 31.05.1965 | Kairat Alma-Ata           | 4:3       | Desna Tschernigow            |
| 01.06.1965 | Dynamo Moskau             | 1:2       | Dynamo Leningrad             |
| 01.06.1965 | Krylja Sowetow Kuibyschew | 2:1       | Awangard Ternopol            |
| 02.06.1965 | Spartak Moskau            | 3:2       | Lokomotive Moskau            |
| 09.06.1965 | ZSKA Moskau               | 2:4       | Dinamo Tiflis                |

### Viertelfinale
| Datum      |                           | Ergebnis  |                              |
| ---------- | ------------------------- | --------- | ---------------------------- |
| 09.06.1965 | Schachtjor Donezk         | 0:2       | Dinamo Minsk                 |
| 09.06.1965 | Spartak Moskau            | 2:1       | Kairat Alma-Ata              |
| 17.06.1965 | Dinamo Tiflis             | 2:1 n. V. | Snamja Truda Orechowo-Sujewo |
| 04.07.1965 | Krylja Sowetow Kuibyschew | 3:1       | Dynamo Leningrad             |

### Halbfinale
| Datum      |                | Ergebnis |                           |
| ---------- | -------------- | -------- | ------------------------- |
| 31.07.1965 | Dinamo Minsk   | 2:1      | Dinamo Tiflis             |
| 02.08.1965 | Spartak Moskau | 4:2      | Krylja Sowetow Kuibyschew |

### Finale
| Paarung        | Spartak Moskau – Dinamo Minsk |
| Ergebnis       | 0:0 n. V. |
| Datum          | 14. August 1965 |
| Stadion        | Olympiastadion Luschniki, Moskau |
| Zuschauer      | 103.000 |
| Schiedsrichter | Kęstutis Andziulis |
| Tore           | keine |
| Spartak Moskau | Wladimir Maslatschenko – Waleri Dikarew, Iwan Warlamow, Anatoli Krutikow (54. Sergei Roschkow) – Alexei Kornejew, Gennadi Logofet – Wladimir Janischewski, Juri Falin – Waleri Reingold, Juri Sewidow, Galimsjan Chussainow Cheftrainer: Nikita Simonjan |
| Dinamo Minsk   | Albert Denissenko – Igor Rjomin, Eduard Sarembo, Juan Usatorre – Iwan Sawostikow , Veniamin Arzamastev – Iwan Moser, Leonard Adamow – Michail Mustygin, Eduard Malofejew, Juri Pogalnikow (118. Waleri Jaromko) Cheftrainer: Alexander Sewidow           |

#### Wiederholungsspiel
| Paarung        | Spartak Moskau – Dinamo Minsk |
| Ergebnis       | 2:1 n. V. (1:1, 0:1) |
| Datum          | 15. August 1965 |
| Stadion        | Olympiastadion Luschniki, Moskau |
| Zuschauer      | 60.000 |
| Schiedsrichter | Kęstutis Andziulis |
| Tore           | 0:1 Veniamin Arzamastev (3.) 1:1 Galimsjan Chussainow (68.) 2:1 Galimsjan Chussainow (100.) |
| Spartak Moskau | Wladimir Maslatschenko – Wladimir Petrow, Waleri Dikarew, Sergei Roschkow – Alexei Kornejew (35. Kazimieras Vaidotas Žitkus), Gennadi Logofet – Wladimir Janischewski, Juri Falin – Waleri Reingold, Juri Sewidow, Galimsjan Chussainow Cheftrainer: Nikita Simonjan |
| Dinamo Minsk   | Albert Denissenko – Igor Rjomin, Eduard Sarembo, Juan Usatorre – Iwan Sawostikow , Veniamin Arzamastev – Jewgeni Toleiko, Leonard Adamow (46. Waleri Jaromko) – Michail Mustygin, Eduard Malofejew, Juri Pogalnikow Cheftrainer: Alexander Sewidow                   |